# Bratucice
Bratucice is een plaats in het Poolse district Bocheński, woiwodschap Klein-Polen. De plaats maakt deel uit van de gemeente Rzezawa en telt 700 inwoners.